# 草野陽斗
草野 陽斗（くさの はると、2004年6月7日 - ）は、福島県いわき市出身のプロ野球選手（投手・育成選手）。右投右打。横浜DeNAベイスターズ所属。

## 経歴

### プロ入り前
いわき市立内郷第一中学校では、軟式野球部に所属。
高校は、地元いわき市の東日本国際大学附属昌平高等学校に進学。1年秋からベンチ入りし、3年夏の福島県大会では、3試合に先発。準々決勝までに登板した2試合では、失点2、奪三振25個と存在感を示したが、準決勝の聖光学院高等学校戦では打ち込まれ、途中で降板し敗戦した。
2022年10月20日に行われたプロ野球ドラフト会議において、横浜DeNAベイスターズから育成ドラフトで5巡目指名を受けた。11月17日に支度金280万円、年俸340万円（金額は推定）で仮契約を結んだ。背番号は101。

### DeNA時代
2023年はイースタン・リーグで5試合に登板した。
2024年はイースタン・リーグで2試合に登板するも、1回1/3を投げて被安打4、四球2、防御率13.50と課題を残した。

## 選手としての特徴
最速151km/hの速球が武器。

## 人物
憧れの選手は山﨑康晃。2025年より、山﨑の自主トレーニングに参加している。

## 詳細情報

### 背番号
- 101（2023年[3] - ）